# Bazna
Bazna – miejscowość w Rumunii, w okręgu Sybin (w historycznej krainie Siedmiogród), położona ok. 240 km na północny wschód od Bukaresztu. We wsi znajduje się kościół obronny z XIII wieku.
Siedziba gminy Bazna.